# Oncidium aspidorhinum
Oncidium aspidorhinum är en orkidéart som först beskrevs av Friedrich Carl Lehmann, och fick sitt nu gällande namn av Mark W. Chase och Norris Hagan Williams. Oncidium aspidorhinum ingår i släktet Oncidium och familjen orkidéer. Inga underarter finns listade i Catalogue of Life.